# Henrik FitzJames
Henrik FitzJames, född i augusti 1673, död i december 1702 var en oäkta son till Jakob II av England och Arabella Churchill, syster till hertigen av Marlborough.  Han föddes vid St. James's Square, Westminster, Middlesex, England.  Han var bror till James FitzJames, 1:e hertig av Berwick, den franske generalen.  Han gifte sig med Marie Gabrielle D’Audibert 20 juli 1700.
FitzJames utnämndes till hertig av Albemarle av fadern 21 januari 1696, men titeln erkändes bara av jakobiterna.